# Profesionalen Futbolen Klub Čavdar Etropole
Il Profesionalen Futbolen Klub Čavdar Etropole, meglio conosciuto come Chavdar Etropole o più semplicemente Chavdar, è una società calcistica bulgara con sede nella città di Etropole. Attualmente milita nella Terza Lega bulgara, la terza divisione del calcio bulgaro.

## Storia
Il club è stato istituito nel 1922, e nella sua storia ha partecipato sia alla seconda o terza divisione bulgara. Nella stagione 2007-2008 il Chavdar terminò la competizione di Terza Lega al 3º posto e ottenne la promozione in Seconda Lega per la stagione 2008-2009.
La squadra è stata dissolta nel 2013, ma successivamente ristabilita nel 2014, e costretta a ripartire dai campionati regionali.

## Palmarès

### Altri piazzamenti
- Vtora profesionalna futbolna liga:

Terzo posto: 2007-2008